# Rally Internacional de Erechim
O Erechim Rally Brasil, organizado pelo EAEC desde 1998, transformou-se rapidamente no principal evento de rally do Brasil. Seu impacto no cenário nacional é significativo, atraindo os principais nomes do automobilismo brasileiro, além de competidores internacionais. Com uma organização de alto nível, o Rally de Erechim foi incluído no calendário do Campeonato Brasileiro de Rally de Velocidade, tornando-se o evento mais aguardado por pilotos e equipes de todo o país.
Além disso, o Rally de Erechim não apenas oferece uma competição de altíssimo nível técnico, mas também promove inovações no esporte. O uso de tecnologias de cronometragem, monitoramento de veículos e segurança nas competições, aliados a uma logística impecável, tornou o evento um exemplo para outras competições no Brasil. Isso elevou o padrão do automobilismo de rally no país, forçando outras organizações a seguirem esse nível de profissionalismo.

## Lista de vencedores
Esta é a lista de vencedores:
| Ano   | Piloto                                  | País                                    | Navegador                               | País                                    | Carro                                   |
| ----- | --------------------------------------- | --------------------------------------- | --------------------------------------- | --------------------------------------- | --------------------------------------- |
| 1998  | Paulo Lemos                             | Brasil                                  | Maria Antonieta                         | Brasil                                  | VW Golf Kit Car                         |
| 1999  | Mauricio Neves                          | Brasil                                  | Marco Marini                            | Brasil                                  | Mitsubishi Colt                         |
| 2000  | Ulysses Bertholdo                       | Brasil                                  | Nilo de Paula                           | Brasil                                  | Mitsubishi Lancer Evo V                 |
| 2001  | Ulysses Bertholdo                       | Brasil                                  | Alberto Zoffmann                        | Brasil                                  | Mitsubishi Lancer Evo VI                |
| 2002  | Carlos Malarczuk                        | Argentina                               | Hugo Tomas                              | Argentina                               | MItsubishi Lancer Evo VI                |
| 2003  | Édio Fuchter                            | Brasil                                  | Rafael Furtado                          | Brasil                                  | Subaru Impreza                          |
| 2004  | Ramon Ferreyros                         | Peru                                    | Ruben Garcia                            | Argentina                               | Subaru Impreza                          |
| 2005* | Juliano Sartori                         | Brasil                                  | Rafael Sartori                          | Brasil                                  | Mitsubishi Lancer Evo VIII              |
| 2006  | Roberto Sanchez                         | Argentina                               | Edgardo Galindo                         | Argentina                               | Subaru Impreza Spec C                   |
| 2007  | Roberto Sanchez                         | Argentina                               | Edgardo Galindo                         | Argentina                               | Subaru Impreza Spec C                   |
| 2008  | Victor Galeano                          | Paraguai                                | Diego Fabiani                           | Paraguai                                | Mitsubishi Lancer Evo IX                |
| 2009  | Raul Martinez                           | Argentina                               | Javier Montero                          | Argentina                               | Subaru Impreza                          |
| 2009* | Milton Pagliosa                         | Brasil                                  | André Pagliosa                          | Brasil                                  | Mitsubishi Lancer Evo VIII              |
| 2010  | Diego Dominguez                         | Paraguai                                | Edgardo Galindo                         | Argentina                               | Mitsubishi Lancer Evo X                 |
| 2011  | Gustavo Saba                            | Paraguai                                | Victor Aguilera                         | Paraguai                                | Mitsubishi Lancer Evo X                 |
| 2012  | Gustavo Saba                            | Paraguai                                | Victor Aguilera                         | Paraguai                                | Mitsubishi Lancer Evo X                 |
| 2013  | Gustavo Saba                            | Paraguai                                | Victor Aguilera                         | Paraguai                                | Skoda Fabia S2000                       |
| 2014  | Diego Dominguez                         | Paraguai                                | Edgardo Galindo                         | Argentina                               | Ford Fiesta R5                          |
| 2015  | Diego Dominguez                         | Paraguai                                | Edgardo Galindo                         | Argentina                               | Ford Fiesta R5                          |
| 2016  | Diego Dominguez                         | Paraguai                                | Edgardo Galindo                         | Argentina                               | Ford Fiesta R5                          |
| 2016* | Milton Pagliosa                         | Brasil                                  | André Pagliosa                          | Brasil                                  | Mitsubishi Lancer Evo IX                |
| 2017  | Marcos Ligato                           | Argentina                               | Ruben Garcia                            | Argentina                               | Skoda Fabia R5                          |
| 2018  | Gustavo Saba                            | Paraguai                                | Fernando Mussano                        | Argentina                               | Skoda Fabia R5                          |
| 2019  | Gustavo Saba                            | Paraguai                                | Fernando Mussano                        | Argentina                               | VW Polo GTi R5                          |
| 2020  | cancelada devido à pandemia de COVID-19 | cancelada devido à pandemia de COVID-19 | cancelada devido à pandemia de COVID-19 | cancelada devido à pandemia de COVID-19 | cancelada devido à pandemia de COVID-19 |
| 2021  | Ulysses Bertholdo                       | Brasil                                  | Marcelo Dalmut                          | Brasil                                  | Mitsubishi Lancer Evo X                 |
| 2022  | Augusto Bestard                         | Paraguai                                | José Luis Diaz                          | Argentina                               | VW Polo GTi R5                          |
| 2023  | Fabrizio Zaldivar                       | Paraguai                                | Marcelo Der Ohannesian                  | Argentina                               | Hyundai i20 Rally2                      |
| 2024  | Farbrizio Zaldivar                      | Paraguai                                | Marcelo Der Ohannesian                  | Argentina                               | Hyundai i20 Rally2                      |

- *Evento Válido somente pelo Campeonato Gaúcho de Rally Velocidade